# Hawker Siddeley Nimrod
Hawker Siddeley Nimrod – brytyjski morski samolot patrolowo-uderzeniowy opracowany przez wytwórnię Hawker Siddeley.

## Historia
Nimrod został zbudowany w oparciu o samolot cywilny De Havilland Comet. Jego konstrukcja opiera się na założeniu dolnopłata z klasycznym usterzeniem. Cztery silniki odrzutowe Rolls-Royce RB-168-20 Spey 250 zabudowane są w wewnętrznej części skrzydeł. Samolot może uzupełniać paliwo w powietrzu w systemie stożek-dryfkotwa. Sondę umieszczono z przodu na grzbiecie kadłuba.
Pierwszy prototyp przebudowany z Cometa, o oznaczeniu Hawker Siddeley 801, oblatano 23 maja 1967 roku. Jeszcze w tym roku oblatano drugi prototyp. Zbudowano w ramach pierwszego zamówienia 38 samolotów seryjnych MR.1, a następnie jeszcze pięć. Dalsze trzy samoloty ukończono jako prototypy wersji MR.2 i AEW.3. Powstały też trzy samoloty rozpoznawcze R.1.
W 1979 roku powstał prototyp wersji MR.2, a następnie do 1984 roku do tej wersji zmoderniozwano 34 samoloty MR.1. Nimrod MR2 jest morskim samolotem zwiadu morskiego i zwalczania okrętów podwodnych oraz poszukiwawczo – ratowniczym. Załoga składa się z 12 osób. Na pokładzie zainstalowany jest radar dalekiego zasięgu EMI Searchwater, detektor anomalii magnetycznych (MAD) oraz wyrzutnia boi sonarowych.
Może być uzbrojony w torpedy Stingray lub amerykańskie Mark 46 (9 w luku bombowym), bomby klasyczne (450 kg), bomby głębinowe, rakiety powietrze-powietrze AIM-9 Sidewinder do samoobrony (na pylonach podskrzydłowych) rakiety powietrze-woda Seaeagle lub Harpoon.
Na podstawie wersji MR.1 opracowano wyspecjalizowaną wersję rozpoznawczą R.1. Usunięto w niej z kadłuba sprzęt charakterystyczny dla MR.1, w tym „żądło” detektora anomalii magnetycznych, i zastąpiono wyspecjalizowanym systemem rozpoznania elektronicznego. Załoga wynosiła 26-28 osób. Trzy egzemplarze weszły do służby w latach 1974–1975.
Inną (nie wprowadzoną do produkcji) wersją jest samolot wczesnego ostrzegania Nimrod AEW. Cechą rozpoznawczą są dwie osłony anten radarowych na nosie i ogonie. Powstały dwa prototypy, oblatane w 1980 i 1981 roku. Wcześniej aparturę testowano na latającym laboratorium Comet AEW. W 1986 roku program Nimrod AEW3 skasowano, a w zamian zakupiono samoloty Boeing E-3 Sentry.
26 sierpnia 2004 oblatano prototyp zmodernizowanej wersji patrolowej MRA4, egzemplarz seryjny oblatano w 2009 roku. Program przebudowy dziewięciu samolotów przerwano w 2010 z powodu cięć budżetowych, a na początku 2011 zezłomowano kadłuby planowanych MR4A.